# Tour de France 2004/7. Etappe
Die siebente Etappe der Tour de France 2004 führte über 204,5 Kilometer von Châteaubriant in nordöstlicher Richtung nach Saint Brieuc. Die Etappe beinhaltete zwei Bergwertungen der 4. und 3. Kategorie, sowie drei Zwischensprints bei Kilometer 53, 72 und 149. Die Strecke zählte somit zu den anspruchsvolleren der ersten Tour-Woche.
Auch das recht wellige Profil der Etappe sowie der starke Wind machten den Fahrern zu schaffen. Da die Strecke der siebten Etappe den Heimatort des 5-maligen Tour-de-France-Siegers Bernard Hinault durchquert, wurde sie ihm gewidmet.
Unmittelbar nach dem Start um die Mittagszeit kam es zur Flucht von fünf Fahrern: García Acosta, Rogers, Casper, Pineau und Peron. Jedoch fielen die fünf Fahrer kurz darauf wieder ins Hauptfeld zurück. Nach wenigen Kilometern versuchte Brochard aus dem französischen Team AG2R eine Attacke, der vier Fahrer folgten. Das Peloton ließ die Ausreißer jedoch nicht davonkommen. Auch ein Ausreißversuch von Baldato und Cancellara scheiterte.
Gutiérrez, García Acosta und Mercado waren die ersten, die sich richtig absetzen konnten. Aber auch ihr Fluchtversuch fand ein schnelles Ende, ebenso weitere Fluchtversuche von Cancellara, Kroon, Giunti und Tombak. Die Flucht des Niederländers Dekker und des Belgiers Marichal bei Kilometer 55 glückte hingegen und sie konnten einen Vorsprung von maximal 8:30 Minuten herausfahren.
Das Feld verringerte den Rückstand kontinuierlich. Das Team CSC zog plötzlich mit das Tempo an und infolgedessen brach das Feld auseinander. 30 Kilometer vor dem Ziel wurden schließlich die beiden Ausreißer von dem ersten Feld gestellt. Zirka 25 Kilometer vor dem Ziel gelang es vier Ausreißern, Petrov, Piil, Cancellara und García Acosta zu entkommen. Dem zweiten Feld gelang es unterdessen wieder zu dem Feld um das Gelbe Trikot aufzuschließen. Die Spitzenreiter konnten zwar wieder eingefangen werden, jedoch blieb das Rennen unruhig und es gab zahlreiche Angriffe, von denen einer erfolgreich war. Diese Gruppe konnte sich den Tagessieg kurz vor dem Feld holen. Filippo Pozzato aus Italien gewann vor Iker Flores und Francisco Mancebo.
Überschattet wurde die Etappe von einem Dopingfall, der von einem Cofidis-Fahrer bekannt wurde, sowie durch den Sturz von dem Schweizer Sven Montgomery aus dem Team Gerolsteiner. Für das Team war es der zweite Ausfall nach Réné Haselbacher aus Österreich.

## Zwischensprints

### Zwischensprint 1 inGoven(52,5 km)
| Erster  | Karsten Kroon, 6 P. und 6 s     |
| Zweiter | Massimo Giunti, 4 P. und 4 s    |
| Dritter | Fabian Cancellara, 2 P. und 2 s |

### Zwischensprint 2 inMontfort-sur-Meu(71,5 km)
| Erster  | Thierry Marichal, 6 P. und 6 s |
| Zweiter | Erik Dekker, 4 P. und 4 s      |
| Dritter | Robbie McEwen, 2 P. und 2 s    |

### Zwischensprint 3 inPlancoet(129,5 km)
| Erster  | Thierry Marichal, 6 P. und 6 s |
| Zweiter | Erik Dekker, 4 P. und 4 s      |
| Dritter | Robbie McEwen, 2 P. und 2 s    |

## Bergpreise

### Bergpreis 1
| Côte de Dinan, Kategorie 4 |                            |
| Erster                     | Erik Dekker, 3 Punkte      |
| Zweiter                    | Thierry Marichal, 2 Punkte |
| Dritter                    | Jérôme Pineau, 1 Punkt     |

### Bergpreis 2
| Côte de Saint-Aide, Kategorie 3 |                            |
| Erster                          | Erik Dekker, 4 Punkte      |
| Zweiter                         | Thierry Marichal, 3 Punkte |
| Dritter                         | Jérôme Pineau, 2 Punkte    |
| Vierter                         | Paolo Bettini, 1 Punkt     |